# RICARO JAPAN
株式会社RICARO JAPAN（リカロジャパン）は、かつてインターネット広告代理店を営んでいた日本の企業。当時、東京都渋谷区に本社を置いていた。現在は自社で事業を営んでおらず、事業子会社も全て売却済であるが、法人としては存続している。
旧社名は、株式会社ライブドアマーケティング。株主移動に伴い、2007年2月1日付でライブドアの持分法適用関連会社から外れた。

## 沿革
- 1998年（平成10年）11月16日 - ニュージーランド人のジョナサン・ヘンドリックセンがバリュークリックジャパン株式会社を設立。なお、ライブドアによる買収後、ヘンドリックセンは同社を去っている。
- 1999年（平成11年）8月 - 米ValueClick, LLCの子会社になる。
- 2000年（平成12年）5月30日 - マザーズに株式を上場。
- 2002年（平成14年）11月13日 - 日本でいち早くオンライン宅配DVDレンタルサービス「DVD ZOO」を開始
- 2004年（平成16年）
  - 3月26日 - ライブドアがTOBにより当社株式の84.77%を取得し、連結子会社化。
  - 11月1日 - 株式会社イーエックスマーケティングと合併。
- 2005年（平成17年）
  - 6月1日 - 商号を株式会社ライブドアマーケティングに変更。
  - 10月21日 - カタログ通販大手のセシールとの資本・業務提携を発表。同年11月22日に同社株式の過半数を取得し連結子会社化。
- 2006年（平成18年）
  - 1月23日 - 関連会社・マネーライフの企業買収を巡り、嘘の情報を開示したなどとして、証券取引法違反（偽計取引、風説の流布）容疑で、社長岡本文人、取締役堀江貴文、取締役宮内亮治を逮捕。
  - 1月24日 -
    - 代表取締役社長岡本文人の逮捕を受け、代表取締役の増員を発表し、穂谷野智取締役が代表取締役へ就任。
    - 代表取締役の増員を発表後、代表取締役社長の異動を発表し、新任代表取締役社長には穂谷野智代表取締役が就任。堀江貴文、宮内亮治は同日付で辞任。

  - 1月25日 - 岡本文人取締役が同日付で辞任。
  - 3月13日 - 証券取引等監視委員会は、堀江や岡本らが行ったライブドア粉飾決算に対し東京地検特捜部に告発。それを受け東京証券取引所はライブドア株およびライブドアマーケティング株の上場廃止を4月14日に行う決定を下した。
  - 4月10日 - 連結子会社株式会社セシールの全株式、有限会社アジア物産の全持分、有限会社東洋エンタープライズの全持分をライブドアに売却。
  - 4月13日 - 当社株式の上場廃止を前に売買最終日を迎えた。終値は310円。同日、保有していたセシールの全株式をライブドアに譲渡。
  - 4月14日 - 連結子会社である株式会社ミクプランニング、江原道株式会社、株式会社ライブカンパニー、株式会社バーデハウス室戸の全株式を日本綜合地所に売却。
  - 4月27日 - 定時株主総会において、社名変更等の議案が可決された。
  - 5月24日 - アフィリエイトASP「アフィリエイトパーク」スタート。
  - 7月18日 - 保有していた株式会社ペパーワークスの全株式を株式会社アルチェに売却。
  - 8月31日 - 土橋章史取締役が一身上の都合で辞任。
  - 9月1日 - 商号を株式会社メディアイノベーションに変更。
  - 9月5日 - 連結子会社のウェッブキャッシング・ドットコムの株式を、同社の株主であるニッシン（現・NISグループ）及び同社代表取締役社長である宮内淳智（当時）から譲受し、100％子会社化。
- 2007年（平成19年）
  - 1月1日 -
    - 連結子会社の株式会社トライン、株式会社ライブドアビジネスソリューションズの2社をウェッブキャッシング・ドットコムに吸収合併。
    - 自社のメディア営業部が行っている事業を会社分割し、自社の連結子会社である株式会社カスタム・クリックに承継。
    - 自社のテレマーケティング事業を会社分割し、自社の連結子会社である株式会社MIコミュニケーションズに承継。

  - 1月4日 - 連結子会社であるカスタム・クリックの社名を株式会社アクイジションに変更。
  - 2007年2月1日 -
    - 連結子会社のアクイジションが行っているカスタム・クリック事業及びポイント事業に係る事業を会社分割し、自社に承継。
    - 筆頭株主、その他の関連会社であったライブドアが、アルファグループに保有する自社株全てを譲渡。また、同社が取得した自社株の一部をビットアイルに譲渡。それにより、ライブドアは筆頭株主、並びに関連会社から外れ、同グループから脱退。

  - 5月28日 - 株式会社バズリリースと資本提携し、同社株式の12.1％を取得。
  - 5月29日 - ビットアイル及びアルファグループと業務提携。
- 2010年（平成22年）
  - 1月25日 - アミーズマネジメントの完全子会社となることを発表。株主には1株当たり157円が対価として交付された。
  - 11月10日 - 株式会社RICARO JAPANに商号を変更。このころ会社ホームページも閉鎖。
- 2012年（平成24年）3月30日 - 一部元株主が申し立てていた株式取得価格決定申立事件で、東京地裁民事第8部（馬場裁判長）は修正純資産方式を採用し、取得価格を1株当たり371円と決定。申立人の主張価格（576円～592円）には及ばなかったが、当社主張価格（157円）の2倍以上となった[1]。
- 2014年（平成26年）11月5日 - RVH（当時の名称は株式会社リアルビジョン）の新株予約権を15.47%[2]引き受けた。
- 2015年（平成27年）12月21日 - RVHの株式を12.10%取得[3]し筆頭株主となった（その後保有割合は低下）。
- 2016年（平成28年）3月22日 - 本店を東京都港区六本木から東京都中央区銀座へ変更[4]。

## 株式の現況に関する事項

### 売買最終日株価
| 始値   | 271円       | 安値   | 271円 |
| 高値   | 345円       | 終値   | 310円 |
| 売気配 | 313円       | 買気配 | 307円 |
| 出来高 | 1,790,039株 |        |       |

### 大株主の状況(2009.12.31現在)
| 会社名                       | 持ち株数  | 出資比率(%) |
| ---------------------------- | --------- | ----------- |
| 株式会社アミーズマネジメント | 2,444,900 | 63.33       |
| 株式会社ランド・クルー       | 256,200   | 6.63        |
| 穂谷野智                     | 74,720    | 1.93        |
| 山本裕治                     | 56,000    | 1.45        |
| 十川春雄                     | 42,000    | 1.08        |
| クリアストリームバンキングSA | 36,355    | 0.94        |
| 福島正俊                     | 30,000    | 0.77        |
| 久保賢治                     | 22,000    | 0.56        |
| 金沢一夫                     | 12,000    | 0.31        |
| 家田重海                     | 10,500    | 0.27        |

### 株式状況 (2009.12.31現在)
- 発行済株数（自己株除く） - 3,860,536株
- 株主数 - 6,560名

## 関連会社

### 過去に関連会社だった企業
- 株式会社MIコミュニケーションズ
- 株式会社アクイジション - 旧・株式会社カスタム・クリック
- ソネット・メディア・ネットワークス株式会社 - 旧・株式会社MI、ウェッブキャッシング・ドットコム株式会社